# Ethno-Doc
Le Groupe Ethno-Doc est une association à but non lucratif liée aux domaines des archives et à l’ethnographie. Particulièrement intéressé à la microhistoire, Ethno-Doc a pour but d’éditer des témoignages d’intérêt historique, ethnographique et sociologique relatifs à la Suisse et à d’autres pays.

## Historique
En 1999, le journaliste Michel Bory suggère de créer en Suisse romande, sur le plan éditorial, ce que l’Association Films Plans-Fixes réalise sur le plan cinématographique. Séduits par l’idée, Olivier Pavillon, alors directeur du Musée historique de Lausanne, Michel Glardon, éditeur des Éditions d'en bas, et Gilbert Coutaz, directeur des Archives cantonales vaudoises, réunissent un groupe de personnes intéressées, dont Paul Hugger, professeur d’ethnologie à Bâle, Geneviève Heller, historienne, Robert Netz, journaliste et historien. Ce groupe de travail se constitue en association en 2000 et est bientôt renforcé par l'arrivée de nouveaux-venus, tous actifs dans les domaines de l’histoire et de la culture.
Le Groupe Ethno-Doc exhume et rend accessibles au grand public les écrits de personnalités observatrices de leur temps et d'inconnus «sans-grade» dont les textes, à priori, n’étaient pas destinés à la publication, mais apportent un éclairage original sur leur milieu et leur époque.
Les deux premiers volumes ont paru en 2001. Le récit de Charles-Henri-Rodolphe Duterreaux, enfant du Pays de Vaud, est celui d’un soldat mercenaire qui assiste aux noces de Napoléon, parcourt l’Italie avant de traverser le Gothard au péril de sa vie et termine paisiblement sa carrière dans sa ville natale. Tandis que Marie Gilliard-Malherbe, mère de l’écrivain Edmond Gilliard, est l’épouse d’un propriétaire terrien austère établi en Valais. Revenue à Lausanne, elle y ouvre une pension pour nourrir ses dix enfants et rédige à 50 ans une autobiographie qui constitue un précieux témoignage sur la condition féminine à son époque
Depuis, le Groupe Ethno-doc a publié une vingtaine d’ouvrages touchant les domaines les plus divers. On y relève la contribution du jeune Morgien Marc Warnery parti faire fortune au Suriname (paru en 2008), tandis que l’ingénieur Jean Samuel Guisan apporte lui aussi un témoignage anti-esclavagiste sur les terres noyées de Guyane (paru en 2012). L’architecte Béat de Hennezel relate en détail, par son journal intime, les péripéties de son voyage en Italie, dont il a rapporté de nombreux dessins (paru en 2009). Quant à Henri Etienne, jeune ingénieur neuchâtelois, il est engagé par la compagnie créée par Ferdinand de Lesseps en vue du percement du canal de Panama et se trouve chargé de recruter secrètement des ouvriers chinois pour ces travaux (paru en 2014).
La collection s’inscrit délibérément dans le courant de la microhistoire et donne la parole à une diversité d’auteurs inconnus. Ces écrits d’hommes et de femmes ordinaires  du XVIIIe siècle au XXe siècle, dans les péripéties de leur quotidien, révèlent des tranches de vie au travers de journaux intimes, de récits de voyage, de correspondances, d’autobiographies. Ces manuscrits insolites longtemps pieusement conservés dans la famille, finissent par arriver dans les collections d’institutions publiques. L'ensemble des titres publiés se trouve sur le site web d'Ethno-Doc.

## Sources
- Fonds : GROUPE ETHNO-DOC (1950-2019) [1.00 mètre linéaire].  Cote : CH-000053-1 PP 998. Archives cantonales vaudoises (présentation en ligne).